# Condado de Erie (Pensilvania)
El condado de Erie (en inglés: Erie County) fundado en 1800 es uno de 67 condados en el estado estadounidense de Pensilvania, siendo el único condado costero del estado. En el 2000 el condado tenía una población de 280,843 habitantes en una densidad poblacional de 135 personas por km². La sede del condado es Erie.

## Geografía
Según la Oficina del Censo, el condado tiene un área total de 4035 km² (1557,9 mi²), de la cual 2077 km² (801,9 mi²) es tierra y 1958 km² (756 mi²) (2.41%) es agua.

### Condados adyacentes
- Condado de Chautauqua (Nueva York) (noreste)
- Condado de Warren (este)
- Condado de Crawford (sur)
- Condado de Ashtabula (Ohio) (oeste)

## Demografía
Según el censo de 2000, había 90,366 personas, 106,507 hogares y 71,040 familias residiendo en la localidad. La densidad de población era de 135 hab./km². Había 114,322 viviendas con una densidad media de 55 viviendas/km². El 90.90% de los habitantes eran blancos, el 6.13% afroamericanos, el 0.17% amerindios, el 0.69% asiáticos, el 0.02% isleños del Pacífico, el 0.86% de otras razas y el 2.18% pertenecía a dos o más razas. El 0.59% de la población eran hispanos o latinos de cualquier raza.

## Localidades

### Ciudades
Corry |
Erie 

### Boroughs
Albion |
Cranesville |
Edinboro |
Elgin |
Girard |
Lake City |
McKean |
Mill Village |
North East |
Platea |
Union City |
Waterford |
Wattsburg |
Wesleyville 

### Municipios
Amity |
Concord |
Conneaut |
Elk Creek |
Fairview |
Franklin |
Girard |
Greene |
Greenfield |
Harborcreek |
Lawrence Park |
LeBoeuf |
McKean |
Millcreek |
North East |
Springfield |
Summit |
Union |
Venango |
Washington |
Waterford |
Wayne 

### Lugares designados por el censo
Avonia |
Lawrence Park |
Northwest Harborcreek | 
Penn State Erie